# Defensive end

De positie van de defensive ends, aangegeven met DE, naast de defensive tackle (DT)

Een defensive end is een speler in het American en Canadian football. Defensive ends behoren tot het verdedigende team en stellen zich op aan de uiteinden van de eerste linie (de linemen).
De belangrijkste taak van defensive ends is het tegenhouden van tegenstanders die via de zijkanten opkomen. Defensive ends moeten dus iedereen in het midden houden. Daarnaast hebben zij als taak het tegenhouden van tegenstanders die met de bal rennen.
Aanval: Quarterback · Wide receiver · Tight end · Center · Guard · Offensive tackle · Running back · Fullback · H-back

Verdediging: Defensive tackle · Defensive end · Nose tackle · Linebacker · Defensive back

Speciale teams: Placekicker · Punter · Long snapper · Holder · Punt returner · Kick returner · Gunner